# Куно Фубукі
Куно Фубукі (яп. 久野 吹雪; нар. 27 грудня 1989) — японська футболістка. Вона грала за збірну Японії.

## Клубна кар'єра
У 2010 році дебютувала в «МЛАК Кобе Леонесса». 2012 року вона перейшла до «Іґа Куноїті». 2018 року підписала контракт з клубом «Нодзіма Стелла Канаґава Саґаміхара».

## Кар'єра в збірній
У червні 2013 року, її викликали до національної збірної Японії на Algarve Cup. На цьому турнірі, 6 березня, вона дебютувала в збірній у поєдинку проти Норвегії.

## Статистика виступів
| Збірна Японії | Збірна Японії | Збірна Японії |
| Рік           | Матчі         | Голи          |
| ------------- | ------------- | ------------- |
| 2013          | 1             | 0             |
| Загалом       | 1             | 0             |